# Majin Tantei Nōgami Neuro
Majin Tantei Nōgami Neuro (jap. 魔人探偵 脳噛ネウロ Majin Tantei Nōgami Neuro) – detektywistyczna manga napisana i ilustrowana przez Yūsei Matsui. Była wydawana w magazynie Shūkan Shōnen Jump. Mangę zaadaptowano w serię dwóch CD dram oraz 25-odcinkowe anime wyprodukowane w studiu Madhouse.

## Fabuła
Seria skupia się na Neuro Nōgami, demonie, który żywi się tajemnicami i zagadkami. Ponieważ zjadł już wszystkie tajemnice w świecie demonów, przybywa do naszego świata, aby zjeść tajemnice oferowane przez ludzi (którzy uwalniają negatywną energię z planowanych przez siebie przestępstw). Obecność demona nie może być zauważona przez ludzi. Z tego powodu zawiera on umowę z licealistką Yako Katsuragi, która ma swoją tajemnicę do rozwiązania. Razem działają, aby zaspokoić apetyt Neuro. Po rozwiązaniu wielu spraw, przestępca nazywany X zaczyna interesować się Neuro jako demonem. Mimo to Neuro akceptuje jego wyzwania i pokonuje go z łatwością. Następnie zła organizacja superludzi prowadzona przez Sicksa rozpoczyna swoje plany zniszczenia rasy ludzkiej. Neuro jest w stanie pokonać członków organizacji, jednego po drugim, ale w wyniku tego jest bardzo osłabiony. Wraca do świata demonów, aby odzyskać siły i wraca do ludzkiego świata trzy lata później (i spotyka się ponownie z Yako).

## Bohaterowie

### Agencja Detektywistyczna Yako
- Neuro Nōgami (jap. 脳噛 ネウロ Nōgami Neuro)

Seiyū: Takehito Koyasu 
Neuro jest rogatym ptakiem-demonem z piekła, który żywi się tajemnicami i zagadkami obiektów lub ludzi. Kiedy rozwiązuje tajemnicę uwalnia energię, którą się żywi. Opuścił piekło, aby znaleźć tajemnice do zaspokojenia swojego głodu. W ludzkim świecie przybiera ludzką postać, aby ukryć swoją tożsamość i wspólnie z Yako rozwiązuje różne sprawy. Publicznie Yako jest postrzegana jako detektyw, podczas gdy Neuro jest asystentem. Jako osoba, jest on bardzo inteligentny w sadystyczny i arogancki sposób, który postrzega ludzi tylko jako pokarm. Za pomocą demonicznej energii Neuro może używać narzędzia o nazwie 777 Narzędzi Świata Demonów oraz 7 Broni Sądu Demonów, które pomagają mu w rozwiązywaniu zagadek.
- Yako Katsuragi (jap. 桂木 弥子 Katsuragi Yako)

Seiyū: Kana Ueda 
Jest szesnastoletnią licealistką. Yako staje się przykrywką dla Neuro, udając, że prowadzi dochodzenie, podczas gdy Neuro działa jako jej asystent. Ma silne zrozumienie psychologii człowieka oraz jest w stanie zrozumieć w skrócie intencje i cele Neuro i X'a. Jest w stanie szybko dostosować się do sytuacji i zachować spokój. Jako asystentka Neuro zaczyna rozwijać swoje umiejętności w pracy detektywistycznej. Ma stale nienasycony apetyt, tym samym zdobywając pseudonim „żarłoczny detektyw”.
- Shinobu Godai (jap. 吾代 忍 Godai Shinobu)

Seiyū: Hiroyuki Yoshino 
Pracował w małym finansowym biurze o przestępczych powiązaniach. Został zmuszony do pracy dla Neuro po tym jak wygrał on zakład poprzez rozwiązywanie śmierci ich szefa przejmując także budynek. Godai jest porywczy i dużo krzyczy, ale okazuje się być również być metodyczny, odpowiedzialny i godny zaufania.
- Akane (jap. あかねちゃん Akane-chan)

Akane to zwłoki wmurowane w ścianę budynku, który przejął Neuro, ze ściany wystaje jedynie warkocz działający jak dłoń. Neuro zaoferował, że Yako będzie szczotkować i dbać o włosy w zamian za pracę jako sekretarka. Akane może być wynoszona z biura na krótki czas i może połączyć się z włosami Yako, aby uczynić je dłuższe, co także daje Akane kontrolę nad naturalnymi włosami Yako.

### Wydział Policji w Tokio
- Eishi Sasazuka (jap. 笹塚 衛士  Sasazuka Eishi)

Seiyū: Kōji Yusa 
Eishi Sasazuka jest jednym z dwóch oficerów policji przydzielonych do rozwiązania tajemnicy śmierci ojca Yako. Po tym jak Neuro rozwiązuje tę tajemnicę, Sasazuka umożliwia im dostęp do miejsca zbrodni i aresztuje winnych po tym jak Yako ich wskazuje. Sasazuka wydaje się być zobojętniały i niezainteresowany ale ma zwinny umysł i działa bardzo szybko w razie nagłego wypadku, jest doskonałym strzelcem.
- Jun Ishigaki (jap. 石垣 筍 Ishigaki Jun)

Seiyū: Kōsuke Toriumi 
Młody oficer policji. Po rozwiązaniu tajemnicy śmierci ojca Yako, Ishigaki staje się nowym partnerem Sasazuka. Jako typowy nowoczesny młody człowiek, Ishigaki jest niepoważny, nieostrożny i ma niskie poczucie własnej wartości. On idealizuje Eishi'ego, ale nie podziela zdania, że obywatele, jak Neuro i Yako, mogą interferować z działalnością policji.
- Naohiro Usui (jap. 笛吹 直大 Usui Naohiro)

Seiyū: Hidenobu Kiuchi 
- Yūya Higuchi (jap. 篚口 結也 Higuchi Yūya)

Seiyū: Nozomu Sasaki 
- Andrew Sixson
- Shizuka Todoroki (jap. 等々力 志津香 Todoroki Shizuka)

### Złoczyńcy
- Aya Asia (jap. アヤ・エイジア Aya Eishia)

Seiyū: Minami Takayama 
Światowej klasy idolka, która przychodzi do biura Neuro, aby dowiedzieć się, kto zamordował jej menedżerów / przyjaciół. Jest ich pierwszym klientem po tym, jak otworzyli swoje biuro. Jej plan zostaje udaremniony, gdy Neuro i Yako oskarżają ją w telewizji o popełnienie tego przestępstwa. Można to także interpretować, że próbuje oczyścić swoje sumienie, zatrudniając ich w pierwszej kolejności.
- Sai (jap. サイ) / Phantom Thief X (jap. 怪盗X Kaitō Sai)

Seiyū: Romi Paku 
Jego imię powstało z Kaibutsu Gōtō X.I. (jap. 怪物強盗 X.I.) (X oznacza jego anonimowość, a I – Invisible (niewidzialny)). Zostało to skrócone do nazwy „Kaitō Sai”, a zatem X jest wymawiane jako Sai w anime i mandze.

### New Bloodline
- Sicks – jest określany jako „zło absolutne” przez Kasai. Sicks jest szefem „New Bloodline”, grupy ludzi, którzy różnią się od ludzkości przez „wyhodowane złe intencje” w ich linii krwi przez ostatnie 7000 lub więcej lat. Ich celem jest wytępienie ludzkości z planety. Jest pierwszą osobą, którą Neuro naprawdę uważa za wroga. Neuro nawet powiedział, że po raz pierwszy miał takie „nieprzyjemne uczucie”, gdy poznał Sicks osobiście. Jako że ludzie są źródłem „pożywienia” Neuro, a więc cel Sicks'a jest wystarczającym wyzwaniem dla Neuro. Podpisuje się używając numeru sześć.
- Zenjirō Kasai (jap. 葛西 善二郎 Kasai Zenjirō)
- D.R
- Genuine
- Tierra (jap. テラ Tera)
- Vijaya

## Muzyka
Opening
- „DIRTY”, śpiewane przez Nightmare

Ending
- „Kodoku no Hikari” (jap. 孤独のヒカリ), śpiewane przez Kagami Seira